# Yamagami Tetsuya
Yamagami Tetsuya (山上徹也), một người đàn ông 41 tuổi đến từ Thành phố Nara, đã bị Cảnh sát Tỉnh Nara bắt giữ vì bị tình nghi là đã cố gắng giết người; cáo buộc đã nâng cấp lên thành giết người sau khi Abe bị tuyên bố là đã chết. Yamagami được chuyển đến Đồn Cảnh sát Tây Nara sau khi bị bắt giữ. Anh được mô tả là bình tĩnh và không cố gắng chạy trốn. Yamagami không có tiền án trước khi xảy ra vụ việc. Tính đến ngày 12 tháng 7, 2022, Yamagami chưa bị chính thức buộc tội nào, và anh vẫn đang bị tạm giam tại văn phòng công tố viên để điều tra.

## Đời tư
Yamagami sinh ra ở Tỉnh Mie trong một gia đình giàu có; bố mẹ anh làm nghề xây dựng địa phương. Được mô tả là "ít nói và kín đáo" ở trường trung học, Yamagami đã viết trong cuốn kỷ yếu tốt nghiệp trung học của mình rằng anh "không hề biết" mình muốn làm gì trong tương lai. Mặc dù tốt nghiệp một trường trung học danh giá, Yamagami không được nhận vào đại học vì các vấn đề tài chính của gia đình anh. Cha của anh đột ngột mất sớm khi anh còn là thiếu niên, buộc mẹ anh phải tiếp quản nghề xây dựng.
Yamagami tham gia Lực lượng Phòng vệ Biển Nhật Bản (JMSDF) vào năm 2002; tại đó anh được điều đến Căn cứ Hải quân JMSDF Kure và làm việc trên khu trục hạm JS Matsuyuki. Yamagami nghỉ việc JMSDF vào tháng 8 năm 2005 với tư cách là hạ sĩ quan phụ trách điện đài (Quartermaster) và cấp bậc Binh trưởng (Leading seaman).
Yamagami từng làm công nhân điều khiển xe nâng tại một nhà sản xuất ở Tỉnh Kyoto vào tháng 10 năm 2020, được mô tả là "ít nói", trước khi nghỉ việc vào tháng 5 năm 2022 sau khi khai rằng anh cảm thấy "không khỏe". Yamagami thất nghiệp tại thời điểm anh bị bắt giữ.

## Động cơ
Yamagami nói với các nhà điều tra rằng động cơ của anh mang tính cá nhân hơn là chính trị. Sau khi tham gia Nhà thờ Thống nhất vào khoảng những năm 1991 đến năm 1998, mẹ của anh đã đóng cho nhóm này khoảng 100 triệu yên (17 tỷ VND), một khoảng đất thừa hưởng từ cha bà, và ngôi nhà mà bà sống cùng ba đứa con; bà sau đó đã tuyên bố phá sản vào năm 2002. Bà tiếp tục quyên góp cho nhà thờ sau khi phá sản. Một người thân sau đó kể lại việc anh được các anh chị em liên hệ để phàn nàn rằng họ không có thức ăn ở nhà, khiến anh ta phải giao đồ ăn và tiền để bù các khoản sinh hoạt.
Yamagami khai rằng anh đã cố gắng tự tử vào năm 2005, với hy vọng mang lại tiền bảo hiểm cho anh chị em của mình. Anh trai của Yamagami, người đã phải chiến đấu lâu dài với căn bệnh ung thư, không đủ tiền để được điều trị y tế; anh đã tự tử vào năm 2015, khiến cho Yamagami bị trầm cảm, theo như chú của anh.
Yamagami đổ lỗi cho nhà thờ về vấn đề tài chính của gia đình anh và sau đó thù hằn với nhóm. Yamagami đã nghiên cứu các mối liên hệ của nhà thờ với Abe trong những tháng trước khi vụ tấn công xảy ra, và tin rằng cựu thủ tướng đã làm gia tăng sự ảnh hưởng của nhà thờ ở Nhật Bản.
Trong một lá thư được cho là do Yamagami gửi vào ngày 7 tháng 7 cho một blogger ở tỉnh Shimane có tên Yonemoto Kazuhiro (米本和広) tập trung vào các chủ đề chống lại Nhà thờ Thống nhất, Yamagami đã bày tỏ mong muốn giết chết cả gia đình Moon, nhưng rồi nhận ra rằng anh ta thiếu khả năng làm điều đó. Giết mỗi Hak Ja Han hay con gái bà sẽ chỉ làm cho những người con trai sống sót của Moon vui hơn, và Nhà thờ Thống nhất sẽ không bị giải thể. Anh tin rằng Abe chỉ là một trong số những "người có cảm tình với Nhà thờ Thống nhất" có sức ảnh hưởng lớn chứ không phải "kẻ thù dự định" của anh, nhưng anh không muốn quan tâm đến những hệ quả chính trị mà cái chết của Abe sẽ mang lại. Bức thư không có tên người gửi, nhưng nó đính kèm một thỏa thuận hoàn trả 50 triệu yên từ Nhà thờ Thống nhất, trong đó có đề cập đến Yamagami Tetsuya.

### Phản ứng của nhà thờ
Lời kể của Yamagami về việc mẹ anh là một thành viên của Nhà thờ Thống nhất đã được Tanaka Tomihiro, chủ tịch của chi nhánh Tokyo của nhà thờ, xác nhận trong một cuộc họp báo vào ngày 11 tháng 7. Tanaka nói rằng mẹ anh tham gia nhà thờ lần đầu vào năm 1998, dừng tham dự lễ vào khoảng năm 2009, và đã tái thiết lập mối quan hệ với nhà thờ vào năm 2019 hoặc 2020. Tanaka từ chối tiết lộ tổng số tiền quyên góp mà mẹ của Yamagami đã đóng kể từ khi bà được kết nạp vào năm 1998, nói rằng không có ghi chép lịch sử quyên góp của bà. Tanaka cũng nói giảm nói tránh mối quan hệ được cho là gần gũi giữa tổ chức này và ông Abe, nói rằng cựu thủ tướng, không phải là thành viên đã đăng ký hoặc cố vấn, chỉ có các bài phát biểu cho "thực thể thân thiện" của họ, tức tổ chức UPF.
Vào ngày 14 tháng 7, nhà thờ đưa ra một tuyên bố khẳng định rằng trước khi xảy ra vụ ám sát, họ đã đạt được thỏa thuận hoàn trả 50 triệu yên do mẹ của Yamagami quyên góp từ năm 2004 đến năm 2015, và không có thêm các khoản quyên góp mới nào của bà sau khi hoàn tiền.

## Lên kế hoạch
Yamagami khai rằng kế hoạch ban đầu của anh là ám sát một quan chức cấp cao của Nhà thờ Thống nhất, nhưng sau đó quyết định nhắm vào Abe. Từ sau khi mẹ anh phá sản, Yamagami đã lang thang xung quanh tòa nhà của Nhà thờ Thống nhất và mang theo một con dao, tìm cơ hội để giết người đứng đầu nhóm, bà Hak Ja Han. Anh đã cố gắng giết Han bằng cocktail Molotov khi bà đến thăm tỉnh Aichi vào năm 2019, nhưng đã dừng vì không thể vào tòa nhà của nhà thờ.
Yamagami được cho là đã quyết định chuyển mục tiêu sang Abe sau khi biết ông phát biểu trước UPF qua một đoạn video vào tháng 9 năm 2021. Anh sau đó đã rình rập cựu thủ tướng tại nhiều địa điểm khác nhau khi anh lên kế hoạch cho cuộc tấn công của mình trong khoảng thời gian vài tháng. Vào ngày trước khi xảy ra vụ ám sát, Yamagami đã đi bằng Shinkansen để tham dự một cuộc tuần hành của Đảng LDP ở Tỉnh Okayama với ý định giết Abe tại đó; anh đã buộc phải ngừng do các thủ tục tham dự. Sau khi lịch trình của Abe được thay đổi để cho ông có thể đến thăm thành phố Nara vào ngày 8 tháng 7, Yamagami đã theo dõi lịch trình của ông thông qua trang web của Abe.
Nơi ở của Yamagami cách ga Shin-Ōmiya năm phút đi bộ; điểm dừng tiếp theo theo hướng Tây trên tuyến Kintetsu Nara là ga Yamato-Saidaiji, nơi vụ ám sát được thực hiện.
Yamagami khai với cảnh sát rằng anh đã bắn thử khẩu súng tự chế của mình tại một cơ sở có liên quan đến Nhà thờ Thống nhất một ngày trước khi xảy ra vụ ám sát. Sáu lỗ đạn được các nhà điều tra phát hiện ở lối vào của một tòa nhà bên cạnh chi nhánh Nara của Nhà thờ Thống nhất.

## Chuẩn bị vũ khí
Yamagami được cho là đã tự chế tạo vũ khí được sử dụng trong vụ ám sát. Cảnh sát đã tìm thấy súng tự chế ở nhà giống với vũ khí được sử dụng, cũng như các thiết bị có khả năng gây nổ, trong quá trình khám xét nhà của anh sau khi anh bị bắt. Sau đó chúng đã bị thu giữ làm bằng chứng, do các nhân viên xử lý bom lấy đi sau khi sơ tán các cư dân gần nhà anh.
Yamagami nói rằng anh đã thử các loại súng tự chế của mình bằng cách bắn chúng vào nhiều tấm gỗ khác nhau, với một khay bọc nhôm để đựng thuốc súng khô; những thứ này sau đó đã được lấy đi từ xe của anh.
Các trang web về chế tạo bom và sản xuất vũ khí đã được phát hiện trong lịch sử duyệt web của Yamagami. Anh nói với các nhà điều tra rằng ban đầu anh định thực hiện vụ ám sát bằng chất nổ. Tuy nhiên, các mẩu giấy được các nhà điều tra thu từ nhà của cha mẹ Yamagami tiết lộ rằng anh không muốn "gây rắc rối cho người đứng xem" và anh tin rằng chất nổ có thể không giết được Abe, vì vậy anh đã bắt đầu chế tạo súng của riêng mình.